# Lasiochalcidia spinigera
Lasiochalcidia spinigera är en stekelart som beskrevs av Wallace A. Steffan 1956. Lasiochalcidia spinigera ingår i släktet Lasiochalcidia och familjen bredlårsteklar. Inga underarter finns listade i Catalogue of Life.